# Capriccio italiano (Čajkovskij)
Il Capriccio italiano op. 45 di Pëtr Il'ič Čajkovskij, fu scritto agli inizi del 1880 ed eseguito a Mosca il 28 dicembre dello stesso anno.

## Genesi
Čajkovskij passò una vacanza di alcune settimane in Italia tra il 1879 ed il 1880 visitando i luoghi più ameni della penisola. Soggiornò a Firenze, Roma, Napoli, Venezia e da ognuno di questi luoghi colse qualcosa di particolare. Scrivendo in quei giorni all'amica von Meck, le confiderà che erano dei luoghi incantevoli, ove non esisteva né la pioggia né la neve, ma era come stare in posti mai sognati: la musica, le danze, le feste e tutto contornato da uno splendido scenario tutto sempre illuminato dal sole. Ed ecco che nasce questa pagina che ne descrive in musica le sue emozioni, il calore degli abitanti, le feste natalizie, il canto dei lagunari, gli stornelli toscani ed a conclusione una tarantella. In questa composizione, della durata di circa quindici minuti, vengono fusi i diversi temi del folklore popolare italiano in un unico pezzo brillante. È l'omaggio che Čajkovskij volle fare ad un paese in cui era stato accolto con gioia e con affetto, rimasto molto soddisfatto del soggiorno e soprattutto tenne a dire che il comporre qui non è fatica.

## Discografia
- Leonard Bernstein, New York Philharmonic, CBS 135320
- Mario Rossi, Orchestra dell'Opera Popolare di Vienna, Amadeo AVRS 1020
- Fritz Leitner, Berliner Philharmoniker, DGG LPEM 19192
- Wilhelm Schuchter, Orchestra Filarmonica della Radio Tedesca, La voce del padrone, QIM 6361, 1937
- Eduard von Remoortel, Orchestra dell'Opera Popolare di Vienna, Vox 11210
- Alexander Gibson, New Symphony Orchestra of London, RCA GL 32547
- Leopold Stokowski, Orchestra di Filadelfia, AW 201/2 La voce del Padrone, 1938
- Oskar Danon, New Symphony Orchestra, RCA GL 32547
- Herbert von Karajan, Berliner Philharmoniker, DGG-The originals 463614

## Ispirazioni
Čajkovskij ha preso ispirazione, per la sua composizione, anche da vari motivi musicali popolari italiani preesistenti. Tra di essi figura questo stornello toscano, del cui testo esistono differenti versioni:
- Mia bella Annina perché gli occhi abbassi quando mi parli o incontri per la via
  - Babbo non vuole mamma nemmeno come faremo come faremo
  - Babbo non vuole mamma nemmeno come faremo a fare all‟amor.
- Mi guarda e ti diranno gli occhi miei, che mia speranza e amore mio tu sei.
  - Babbo non vuole mamma nemmeno come faremo come faremo
  - Babbo non vuole mamma nemmeno come faremo a fare all‟amor.
- Mi guarda e favelliam così d‟amore, è quell‟amore che ci avvampa il cuore.
  - Babbo non vuole mamma nemmeno come faremo come faremo
  - Babbo non vuole mamma nemmeno come faremo a fare all‟amor.
- Di nome si chiamava Veneranda e i giovanotti gli facean la ronda.
  - Babbo non vuole mamma nemmeno come faremo come faremo
  - Babbo non vuole mamma nemmeno come faremo a fare all‟amor.